# Fredrik Allard
Fredrik Gerhard Allard, född 31 december 1837 i Östra Husby församling, Östergötlands län, död 11 augusti 1920 i Tjällmo församling, Östergötlands län, var en svensk präst.

## Biografi
Allard föddes 31 december 1837 i Östra Husby socken. Han var son till postmästaren Johan Henrik Allard och Margareta Helena Jacobsdotter. Allard började sin studier vid Norrköpings läroverk och Enskilda nya elementarskolan. Han blev höstterminen 1857 student vid Uppsala universitet. Allard avlade examen 15 september 1860 i teoretisk teologi. 18 december samma år avlade han examen i praktisk teologi. Allard prästvigdes 8 maj 1861 i Uppsala. 1862 blev han pastorsadjunkt i Linköping. Den 19 februari 1866 blev han komminister i Åtvids församling. Han avlade 8 oktober 1870 pastoralexamen. Allard blev 13 juni 1879 kyrkoherde i Sankt Johannes församling och tillträdde tjänsten 1880. 29 augusti 1885 blev han kyrkoherde i Tjällmo församling och tillträdde tjänsten 1887. Han var 21 mars 1888–24 mars 1894 kontraktsprost i Bergslags kontrakt.
Allard blev 1908 ledamot av Vasaorden.

### Familj
Allard gifte sig 20 augusti 1867 med Anna Törnwall (1843–1906). Hon var dotter till domkyrkoorganisten Jonas Fredrik Törnwall och Elisabeth Margareta Knutsson i Linköping. De fick tillsammans barnen Henrik (1868–1941), Maria (född 1870) och Martin Allard.